# Angwa
Der Angwa ist ein linker Nebenfluss des Hunyani in Simbabwe und Mosambik.

## Geografie
Der Fluss hat seine Quellen südwestlich von Chinhoyi, in der Provinz Mashonaland West. Er fließt in nördliche Richtung. Er bildet dabei auf einem langen Stück die Grenze zwischen den beiden Distrikten Urungwe und Makonde, und im weiteren Verlauf mit seinem linken Nebenfluss Mkanga die Grenze zwischen den Distrikten Urungwe und Mbire in der Provinz Mashonaland Central. Kurz nach dem Überschreiten der Grenze zu Mosambik mündet der Angwa in den Hunyani, wenige Kilometer bevor dieser in die Cahora-Bassa-Talsperre mündet.

## Hydrometrie
Der Angwa hat ein Einzugsgebiet von etwa 9700 km². Er ist ein ephemeres Gewässer und fließt sehr unregelmäßig. In der Regenzeit, im Frühjahr, führt er zuweilen sehr viel Wasser und fällt für gewöhnlich von Juli bis November trocken. Der Abfluss wurde am Pegel Chengu Farm über 4 Jahre (1976–80) im Oberlauf des Flusses gemessen (in m³/s, Werte aus Diagramm abgelesen).

## Ökologie
Es befinden sich viele Minen im Einzugsgebiet des Angwa. Im Jahr 2022 wurden drei Minen zu Geldstrafen verurteilt, die die Umweltauflagen nicht einhielten und dadurch den Fluss mit Cyanid verunreinigten. Dabei starben Fische und auch die Gesundheit der Bevölkerung sowie der Nutztiere war betroffen.